# Yunohamella
Yunohamella là một chi nhện trong họ Theridiidae.